# Skönero
Skönero är en herrgård i Tryserums socken, Småland och Valdemarsviks kommun i Östergötlands län. Den ligger nära Europaväg 22 och cirka 5 km sydväst om Valdemarsvik. Vid gården ligger den igenväxta Skönerosjön.
Gården omnämns som en skattegård Skinnebo eller Skinnerboda i Tjusts jordebok 1559. Namnet avser yrkebeteckningen skinnare dvs. garvare, och en sådan person torde ha varit var den första som upptog detta hemman. Skinnebo övergick till kronan. 1648 donerades gården med skattefrihet på livstid. Vid reduktionen indrogs den ånyo till kronan 1680. År  1825 ändrades namnet Skinnebo till Skönero (och infördes som fastighetsbeteckning 1946). Gården har varit i samma familjs ägo sedan 1908.
Idag är lantbruksdriften på Skönero inriktad på köttproduktion med en besättning på cirka 1200 köttrasdjur i lösdrift. Charkuteriförsäljning sker i egna butiker.

## Fotnoter
1. ↑  ”namnbeslut”. http://www.sofi.ortnamnsregistret.[död länk]